# Dipartimento per gli affari politici
Il Dipartimento per gli affari politici e di peacebuilding delle Nazioni Unite (DPPA) è un dicastero del Segretariato delle Nazioni Unite con il compito di occuparsi degli affari politici e diplomatici dell'ONU.
DPPA nacque nel 1992 per occuparsi della risoluzione dei problemi politici internazionali tra le varie nazioni e per promuovere la pace nel mondo.
Il Dipartimento ha sede a New York. È responsabile del sistema informativo per le missioni di pace e lavora a stretta collaborazione con il Dipartimento per le operazioni di pace.
Il mandato del Dipartimento comprende quattro funzioni: controllare e la valutare sviluppi politici mondiali; segnalare e raccomandare al Segretario generale le azioni politiche per la promozione della pace; fornire  assistenza agli Stati membri per organizzare le elezioni politiche; e aiutare il lavoro del Consiglio di sicurezza.